# إيفان جونز (كاتب)
إيفان جونز هو كاتب كندي، ولد في 1973.